# ZombiU
ZombiU (tựa đề gốc: Zombi) là trò chơi sinh tồn kinh dị góc nhìn thứ nhất, được phát triển bởi hãng Ubisoft Montpellier và phát hành bởi công ty Ubisoft. Trò chơi này dành cho hệ máy Wii U, phát hành vào cuối năm 2012 và các hệ máy Xbox One, Playstation 4 và PC phát hành 2015. Nội dung của trò này là người chơi phải nhập vai một nhân vật bị lạc lối và cần phải sống sót qua ngày tận thế tại nước Anh, London.

## Cách chơi
Trò chơi dựa vào yếu tố sinh tồn. Người chơi được nhập vai một nhân vật trong thời kì dịch bệnh điên hoàng, cần phải thu hoạch các món đồ vật cung cấp như đạn, thức ăn, vật cần thiết trong nhiệm vụ, vũ khí, đồ y-tế,... được để lại ở mỗi địa điểm khác nhau khi trong nhiệm vụ sinh tồn. Nếu người chơi bị cắn bởi bọn Thây ma, chỉ một vết cắn duy nhất thì nhân vật đang chơi sẽ bị chết vĩnh viễn và bị biến thành Thây ma, người chơi sẽ được chơi qua một nhân vật thay thế khác. Tuy nhiên, nếu chơi trong chế độ Survival Mode: người chơi kô thể chơi nhân vật khác và không thể tiếp tục làm nhiệm vụ. Người chơi có thể thông báo với người chơi khác trên mạng xã hội ứng dụng của Nintendo "Miiverse" bằng cách dùng bình xịt đưa những gợi ý lên các bức tường cho phép người chơi khác có thể thấy chung trong cuộc phiêu lưu của riêng họ.
Tay cầm điều khiển Wii U GamePad cho người chơi cuốn hút một cách đa dạng và rùng rợn. Trong chế độ chơi 1 người, màn hình cảm ứng hiện lên vật giữ của người chơi và biểu lộ một bản đồ nhỏ khu vực người chơi đang đứng.

## Cốt truyện
400 năm trước đây, John Dee đã tạo ra lời tiên tri đồn tận thế được gọi là "The Black Prophecy" (Lời tiên tri tối) tiên đoán số phận vào năm 2012. Prepper là cựu chiến binh giấu mặt đã biết về điều này có thể xảy ra và đã chuẩn bị đầy đủ nguồn cung cấp, trong khi một tổ chức bí mật được gọi là "Những con Quạ của Dee" (Ravens of Dees) nghiên cứu lời tiên tri của John Dee để tìm cách để ngăn chặn chúng khỏi bị nhận ra. Vào Tháng 11 năm 2012 (năm chỉ dự đoán không có trong thực tế), lời đồn của ông đã thành sự thật trong ngày ổ dịch bệnh chết người lây lan tại London, nước Anh.
Khi Người chơi được dẫn vào nơi hầm trú ẩn của Prepper, ông đã cho Người chơi 2 vật cần thiết: Một ba-lô cấp cứu trong thảm họa (B.O.B: Bug-out bag) và một máy tính bảng được thiết kế với máy quét và máy dò ra-đa Thây ma, trông giống như máy cầm tay Wii U. Trò chơi đã tiết lộ rằng Prepper cũng là một trong những thành viên của tổ chức bí mật Quạ đen, nhưng ông đã rời khỏi tổ chức vì do sự bất đồng trong triết học: Ông Dee tiên đoán rằng những thiên thần den tối (The Black Angels) sẽ cứu thế giới khỏi sự thảm họa, Quạ đen tin rằng ông đã đề cập đến tổ chức của chính họ nhưng Prepper có ý kiến riêng rằng: ông đã nói về "một điều gì đó còn tồi tệ hơn nữa".